# Osmond (Nebraska)
Osmond é uma cidade localizada no estado americano de Nebraska, no Condado de Pierce.

## Demografia
Segundo o censo americano de 2000, a sua população era de 796 habitantes.
Em 2006, foi estimada uma população de 738, um decréscimo de 58 (-7.3%).

## Geografia
De acordo com o United States Census Bureau, a localidade tem uma área de 1,8 km², sem área coberta por água. Osmond localiza-se a aproximadamente 506 m acima do nível do mar.

## Localidades na vizinhança
O diagrama seguinte representa as localidades num raio de 16 km ao redor de Osmond.